# Паунцхаузен
Паунцхаузен (нем. Paunzhausen) — община в Германии, в земле Бавария. 
Подчиняется административному округу Верхняя Бавария. Входит в состав района Фрайзинг. Подчиняется управлению Аллерсхаузен.  Население составляет 1555 человек (на 31 декабря 2010 года). Занимает площадь 12,73 км².